# ديلدارتونغوهفر
ديلدارتونغوهفر (بالآيسلندية: Deildartunguhver) - حمة في ايسلندا تقع في القرب من قرية ريخولت إلى الشمال الشرقي من مدينة بورغارنس. تتالف من عدة سخانات متدفقة من نفس التل.

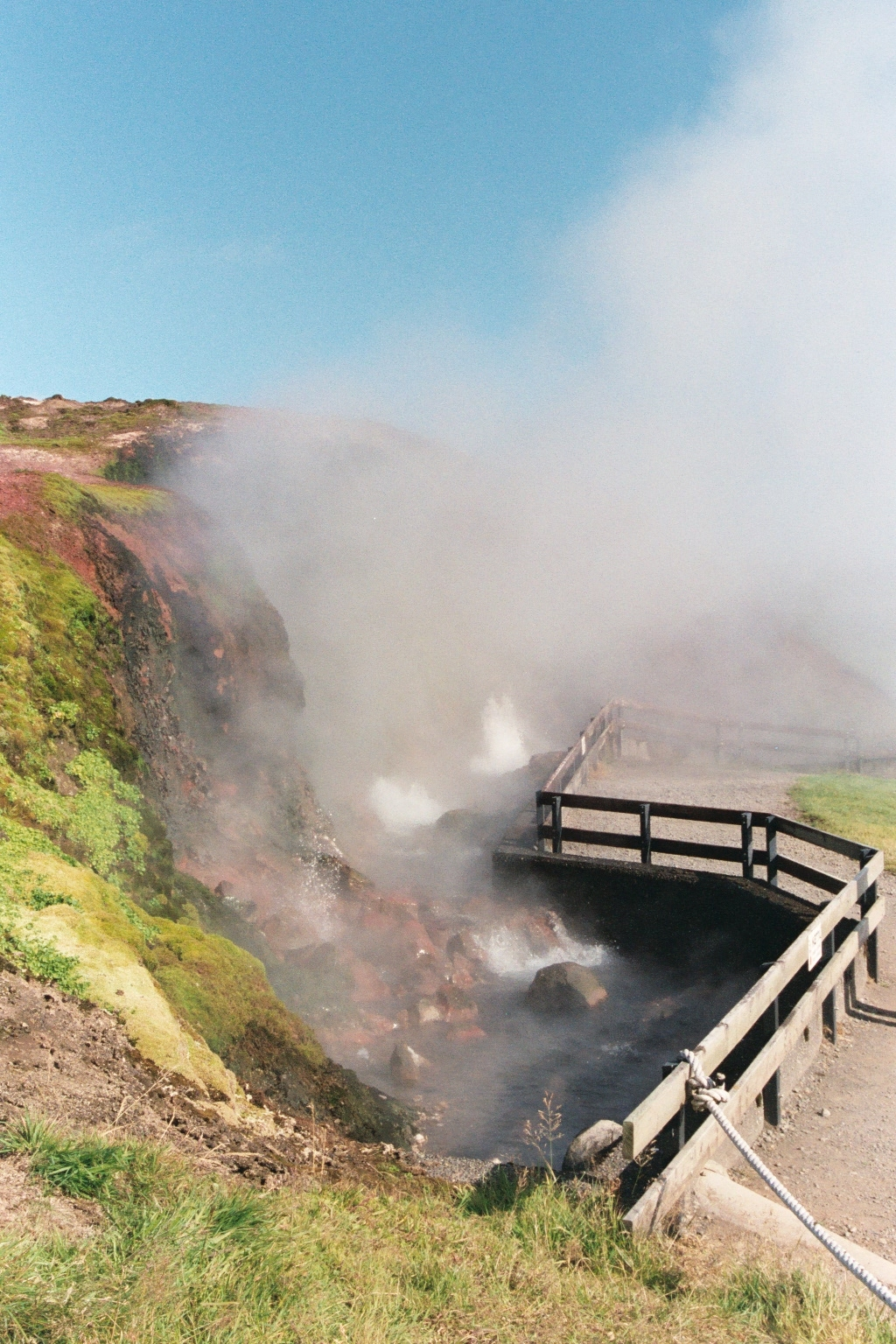
ديلدارتونغوهفر

تتميز باستهلاكها العالي للمياه (180 ليتر في الثانية) وبحرارة مياه تصل إلى 97 درجة على مقياس سيلسيوس. تعتبر الحمة صاحبة اعلى نسبة استهلاك للمياه في أوروبا. جزء من المياه يستخدم لاغراض التدفئة، الحمة موصولة بأنبوب يصلها بمدينة اكرانس ويبلغ طوله 60 كم، وانبوب اخر يصلها بمدينة بورغانس ويبلغ طوله 30 كم.
بالقرب من الحمة تنمو نبتة البلخون السنبلي. هذه النبتة التي تتبع فئة السرخسيات لا تتواجد في أي مكان اخر في ايسلندا.

## روابط خارجية
- Icelandic website describing Deildartunguhver